# Māris Bružiks
Māris Bružiks (Letonia, 25 de agosto de 1962) es un atleta letón retirado especializado en la prueba de triple salto, en la que ha conseguido ser medallista de bronce europeo en 1994.

## Carrera deportiva
En el Campeonato Europeo de Atletismo de 1994 ganó la medalla de bronce en el triple salto de 17.20 metros, siendo superado por el ruso Denis Kapustin (oro con 17.62 m) y el francés Serge Hélan (plata con 17.55 metros).